# Jack Off Jill
Jack Off Jill war eine US-amerikanische Alternative-Rock-Band aus Fort Lauderdale, Florida.

## Geschichte
Während ihrer gemeinsamen Schulzeit auf der High School begannen Jessicka Fodera und Tenni Arslanyan, zusammen Songs zu schreiben. Als später noch Robin Moulder als Bassistin und Michelle Oliver als Gitarristin hinzustießen, gründeten sie schließlich im Jahr 1992 die Band Jack Off Jill. Der Bandname verbindet dabei den im englischsprachigen Raum verbreiteten Kinderreim über „Jack and Jill“ mit dem Vulgärausdruck „to jack off“ (engl. „masturbieren“).
Ihren ersten Auftritt hatte die Band 1993 als Vorgruppe für Marilyn Manson (damals noch „Marilyn Manson & the Spooky Kids“). Manson fungierte im Folgenden als Berater für die Band und auch als Produzent für erste Demoaufnahmen. Zudem betätigte er sich gelegentlich als Gitarrist für die Band und ließ sie auch weiterhin häufig als Vorgruppe seiner eigenen Band auftreten.
Sowohl Mansons Band als auch Jack Off Jill waren für ihre anstößigen und schockierenden Auftritte bekannt. Bei einem ihrer gemeinsamen Konzerte im Dezember 1993 in Jacksonville (Florida) wurde Manson im Zuge verdeckter Ermittlungen wegen Verstößen gegen die lokalen Sittengesetze verhaftet. Auch Jessicka wurde wegen Anstiftung zu sexuellen Anstößigkeiten festgenommen. Beide wurden wegen der ihnen zur Last gelegten Vergehen angeklagt.
Erst 1997 bekam die Band, nachdem sie mit Mansons Hilfe schon mehrere Singles und Demoaufnahmen veröffentlicht hatte, einen Plattenvertrag beim Label Risk Records. Noch im selben Jahr erschien das erste Album Sexless Demons and Scars, mit dem die Band anschließend auf Tour ging. Dabei wurde die Band von Scott Putesky, dem ehemaligen Gitarristen Marilyn Mansons, unterstützt. Putesky war im Folgenden auch an der Produktion der 1998 erschienenen EP Covetous Creature beteiligt, die aus Remixes von Titeln des ersten Albums bestand.
Nach der Veröffentlichung des zweiten Albums Clear Hearts Grey Flowers im Juli 2000 kam es zur Auflösung der Band. Gründe dafür waren sowohl Konflikte zwischen Sängerin Jessicka und Bassistin Robin Moulder als auch die Insolvenz ihres Labels, ausbleibender kommerzieller Erfolg, mangelhafte Promotion des neuen Albums, mehrfache Wechsel der Bandmitglieder und Management-Probleme.
Nach der Trennung verfolgten die ehemaligen Gründungsmitglieder ihre eigenen Musikprojekte. Jessicka gründete die Band Scarling., Michelle Oliver und Tenni Arslanyan spielen gemeinsam in der Band Set to Zero und Robin Moulder ist in dem Musikprojekt TCR aktiv.

## Diskografie

### Demos
- 1993: Children 5 and Up
- 1994: Boy Grinder Sessions (unveröffentlicht)
- 1995: Cannibal Song Book
- 1996: Cockroach Waltz (unveröffentlicht)

### Alben
- 1997: Sexless Demons and Scars
- 1998: Covetous Creature (EP)
- 2000: Clear Hearts Grey Flowers
- 2006: Humid Teenage Mediocrity (Kompilation)

### Singles
- 1993: My Cat/Swollen
- 1996: Girlscout/American Made